# Namus
Namus ist im Nahen Osten und in der übrigen islamischen Welt neben Achtung, Respekt, Ehre und Würde ein zentraler Wert. Im weiteren Sinn bezeichnet Namus die Familienehre und ist für die innerfamiliären Autoritätsbeziehungen von großer Bedeutung. Im engeren Sinn bezieht sich Namus auf die sexuelle Unberührtheit der unverheirateten weiblichen Familienmitglieder und ist damit stark geschlechtsspezifisch. Da die Überwachung der weiblichen sexuellen Unversehrtheit jedoch traditionell den männlichen Verwandten (Väter, Brüder) obliegt, bedeutet die Verletzung der weiblichen Namus zugleich eine Verletzung des öffentlichen Ansehens der männlichen Verwandten.
Eine Verletzung der Familienehre bzw. Namus, sei es von innen heraus durch unangepasstes Verhalten eigener Verwandter (sexueller oder krimineller Art), oder von außen durch Fremde (zum Beispiel in Form von tätlichen oder verbalen Angriffen auf Verwandte), bedroht stets auch die persönliche Ehre der übrigen Familienmitglieder.

## Etymologie
Mit dem Wort ناموس / Nāmūs wird unter anderem in den Hadith-Sammlungen von al-Buchari und Muslim ibn al-Haddschādsch auf den aus der Tora übernommenen Erzengel Gabriel Bezug genommen. An-Nāmūs al-akbar, (arabisch الناموس الأكبر, „er ist im Besitz der höchsten Geheimnisse“, Variante: „des absolut Guten“) ist gemäß islamischer Tradition der Erzengel selbst, auf Moses und dann auf Mohammed herabgesandt. Es ist hervorzuheben, dass die arabischen Lexikographen im 8. Jahrhundert den Begriff als rein arabisches Wort aus der Wurzel n-m-s („geheim halten“; „ein Geheimnis jm. anvertrauen“) behandeln und verstehen. In diesem Sinn benutzt es auch der früharabische Dichter al-Kumait († 743). Eine weitere, im Arabischen nur sporadisch belegbare Bedeutung des Wortes ist: (positives) Gesetz (qānūn) und Schari'a.
Da die griechische Bezeichnung der Tora altgriechisch νόμος Nomos, deutsch ‚Ordnung‘, ‚Gesetz‘ lautet, wird angenommen, dass Nomos der etymologische Ursprung von Namus ist. Das Wort ist auch in anderen orientalischen Sprachen bekannt, unter anderem in Kurdisch, Persisch, Türkisch oder Urdu – alle mit der Bedeutung „Ehrbarkeit“.

## Bedeutung
Die Ehre des Mannes und seiner Verwandten definiert sich unter anderem über die sexuelle Integrität der Frauen in der Familie, insbesondere über ihre sexuelle Enthaltsamkeit. Die Frau darf gewisse Regeln zum Schutz ihrer Keuschheit nicht verletzen. Die Ehre der zukünftigen Ehefrau und ihrer Familie kann nur bewahrt werden, indem sie jungfräulich in die Ehe geht. Die Ehre des Mannes ist aber auch bei der Überschreitung der Grenzen seines Besitzes, der Felder und des Hauses, sowie bei verbalen oder physischen Angriffen auf die Angehörigen seiner agnatischen Gruppe in Gefahr.
Nach Werner Schiffauer unterliegt dem Wert der Ehre (namus) die Vorstellung einer klaren Grenze, „die das ‚Innen‘, den Bereich der Familie, vom ‚Außen‘, der (männlichen) Öffentlichkeit des Dorfes oder der Stadt, scheidet. Die Ehre des Mannes ist beschmutzt, wenn diese Grenze überschritten wird, wenn jemand von außen einen Angehörigen der Familie, womöglich eine der Frauen, belästigt oder angreift.“ (Karen Jahn, 2003). Er fügt hinzu, dass nur die Grenzverletzung relevant ist, nicht aber die Gründe dafür.

## Bedeutung in der heutigen Gesellschaft
Namus gehört zu den wichtigsten Werten vieler traditioneller orientalischer Gesellschaften. Mit der Urbanisierung und Verwestlichung löst sich die städtische Bevölkerung zunehmend vom traditionellen Wertesystem. Dementgegen behält Namus in der ländlichen Bevölkerung seine ursprüngliche Bedeutung. Im Gegensatz zu den Städten werden in den Dörfern Traditionen fortgeführt und es findet eine stärkere soziale Kontrolle statt.

### Auswirkung
Der Mann muss sich gesellschaftlich dafür verantworten, wenn die Tochter sich nicht der Konvention gemäß kleidet, sich im Umgang mit Männern „unehrenhaft“ verhält, wenn er von seiner Frau betrogen wird, aber auch, wenn er schwere Beleidigungen ohne eine Reaktion hinnimmt. Selbst viele Männer, die sich als progressiv bezeichnen, richten sich aus Angst vor gesellschaftlicher Ausgrenzung nach diesen Regeln. Oft wird dem Entehrten seine „Schwäche“ bei jeder Gelegenheit vorgeworfen. Er wird nicht für voll genommen, die Frauen der Familie werden belästigt. Ehre bezieht sich allerdings nicht nur auf Beziehungen, sondern erstreckt sich auch auf den Schutz des Eigentums und weitere Bereiche.

„Die Konzepte von sevgi, saygı, şeref und namus garantieren das enge Eingebundensein in ein soziales Netz, das soziale Kontrolle ausübt und gegenseitige Unterstützung gewährt. Kinder sollen sich unterordnen, gehorsam sein, sich konform verhalten und Loyalität zeigen, damit ein hoher Grad an Zusammenhalt und gegenseitiger Abhängigkeit gewährleistet bleibt. Prozesse und Erziehungsziele wie Individuation, Autonomie, Initiative, Aktivität oder Neugier sind bei Kindern eher unerwünscht, würden sie doch die Kohäsion der Gemeinschaft gefährden.“

In einer strengeren Auslegung dieser Handlungsregeln wird eine missbrauchte Frau nicht als Opfer gesehen. Dies kann dazu führen, dass die Verwandten einer vergewaltigten Frau die Familienehre durch einen Ehrenmord an der Geschädigten wiederherstellen oder dass die Frau sich unter sozialem Druck selber das Leben nimmt.
Die Frauenorganisation Terre des Femmes schätzt die Zahl der Mädchen und Frauen, die weltweit im Namen der Ehre ermordet werden, auf jährlich 5000.

### Beweis der Jungfräulichkeit
Sehr wichtig ist es, unberührt in die Ehe zu gehen. Der Blutfleck auf dem Bettlaken, der durch die Entjungferung in der Hochzeitsnacht verursacht wird, gilt in manchen Gesellschaften dafür als Beweismittel. In den östlichen Regionen der Türkei wird das blutbefleckte Bettlaken als „Ehren-Rose“ bezeichnet, nach der Hochzeitsnacht, öffentlich sichtbar, stolz vor die Tür des Hauses gehängt. „Deswegen sind die Anzeichen bzw. Nachweise für die Jungfräulichkeit und Defloration öffentliche Angelegenheiten. Da die Ehre ein öffentlicher Begriff ist, muss die Ehrenhaftigkeit der Braut öffentlich festgestellt werden.“ (Elçin Kürşat). „Einen Abschluß findet die Symbolik der roten Farbe mit dem Blutzeichen auf dem Hochzeitslaken als Beweis der Jungfräulichkeit der Braut“ (Anke Bentzin).
In den Großstädten der Türkei gilt diese Sitte meist als überholt und auch nicht als zuverlässiger Beweis, da die verursachte Blutung variabel ist und auch ganz ausbleiben kann. Wird sie noch beachtet, spielt sich diese Kontrolle durch Dritte meist diskreter ab: Im Verdachtsfall kann die Mutter des Bräutigams auf ihr „Recht“ bestehen, das Bettlaken nach der Hochzeitsnacht zu inspizieren. Das Ergebnis der Kontrolle bleibt dann unter Frauen und wird nur von ihnen bewertet.
Unverheiratete, junge Frauen suchen unter Umständen freiwillig einen Frauenarzt zur Attestierung ihrer Jungfräulichkeit auf, um dem sozialen Druck durch Gerüchte zu entgehen. „Sowohl in der Türkei als auch in Deutschland werden Ärzte von türkischen Mädchen beauftragt, die Jungfernhaut operativ wiederherzustellen. Dies geschieht oft ohne Wissen der Eltern und des zukünftigen Ehemanns.“ (Uli Pieper)